# 스펠렁키
《스펠렁키》(Spelunky)는 데렉 유가 제작한 마이크로소프트 윈도우용 플랫폼 게임이다. 황금을 찾아 동굴탐험을 시작한 모험가를 조종해 함정을 피하고 적들을 물리치면서 보물을 모으는 것이 게임의 목적이다. 동굴은 매번 시작할 때마다 배치가 달라지는 임의생성형 구조이어서 각각의 시도가 고유한 경험이 되는 것이 특징이다. 이런 게임플레이 방식은 《스펠렁키》를 로그류 게임의 선두주자로 만들었고, 이후의 로그라이크류 게임들에 큰 영향을 줬다.
최초로 대중에 공개된 마이크로소프트 윈도우 버전은 2008년 12월 21일에 발매됐다. 16비트 게임을 방불케 하는 이 버전은 이후 데렉 유가 소스 코드를 2009년 12월 25일에 공유했고, 이를 크롬 OS로 이식한 버전이 《스펠렁키 HTML5》라는 제목으로 공개됐다. 그 후 새로 그린 그래픽과 각종 추가요소를 넣은 HD 개선판이 2012년 7월 4일 엑스박스 360의 XBLA로 출시됐다. 이 버전은 이후 마이크로소프트 윈도우 및 플레이스테이션 3, 플레이스테이션 비타, 플레이스테이션 4로 발매됐다.
2020년에 후속작 《스펠렁키 2》가 마이크로소프트 윈도우 및 플레이스테이션 4로 출시됐다.

## 개발
《스펠렁키》는 데렉 유가 게임메이커 엔진으로 개발한 마이크로소프트 윈도우 무료판이 시초로 2008년 12월 21일에 공개됐다.

## 평가
| 평가 |                                                  |
| --- | ------------------------------------------------ |
| 통합 점수 통합사 점수 메타크리틱 X360: 87/100 [ 5 ] PC: 90/100 [ 6 ] PS3: 83/100 [ 7 ] VITA: 88/100 [ 8 ] 평론 점수 평론사 점수 1UP.com A [ 9 ] 게임스레이더+ [ 10 ] 게임트레일러스 8.3/10 [ 11 ] IGN 9/10 [ 12 ] |                                                  |
| 통합 점수 |                                                  |
| 통합사 | 점수                                             |
| 메타크리틱 | X360: 87/100 PC: 90/100 PS3: 83/100 VITA: 88/100 |
| 평론 점수 |                                                  |
| 평론사 | 점수                                             |
| 1UP.com | A                                                |
| 게임스레이더+ | [ 10 ]                                           |
| 게임트레일러스 | 8.3/10                                           |
| IGN | 9/10                                             |

## 참조
- “Spelunky”. The A.V. Club. 2009년 2월 2일.
- “Infinite Lives: Neo-nostalgia”. Vue Weekly. 2009년 1월 29일.